# Wapen van Zaventem

Het wapen van Zaventem (sinds 1995).

Het Wapen van Zaventem is het heraldisch wapen van de Vlaams-Brabantse gemeente Zaventem. Het eerste gemeentewapen werd op 24 september 1904 toegekend. Op 4 januari 1995 werd een nieuw gemeentewapen toegekend.

## Geschiedenis
Het huidige gemeentewapen is gebaseerd op het oude gemeentewapen van Zaventem en Nossegem, met op de banieren de oude gemeentewapens van de deelgemeentes Sterrebeek en Sint-Stevens-Woluwe. Het schild met de drie molenijzers gaat terug op de familie Boisschot, heren van Zaventem sinds 1605 en van Nossegem sinds 1624, die het op hun beurt weer ontleenden aan de familie de Rover (van Rode) (zie ook: Wapen van Kortenberg (vierde kwartier is gebaseerd op het wapen van Erps)).

## Blazoenering
Het wapen heeft de volgende blazoenering:
In goud drie molenijzers van lazuur. Het schild geplaatst voor de zilveren schachten van twee banieren, rechts: in lazuur een schildhoofd van zilver beladen met drie palen van keel, links: in goud een dwarsbalk van lazuur beladen met drie potten van goud.— Ministerieel Besluit van 4 januari 1995.

## Verwante wapens

Wapen van Kortenberg.
Wapen van Kraainem.
Voormalig wapen van Sint-Stevens-Woluwe.